# 莱什诺
莱什诺（[ˈlɛʂnɔ]  试听）是波兰大波兰省的一个镇。